# 迪索尼湖
4°44′N 9°17′E / 4.733°N 9.283°E

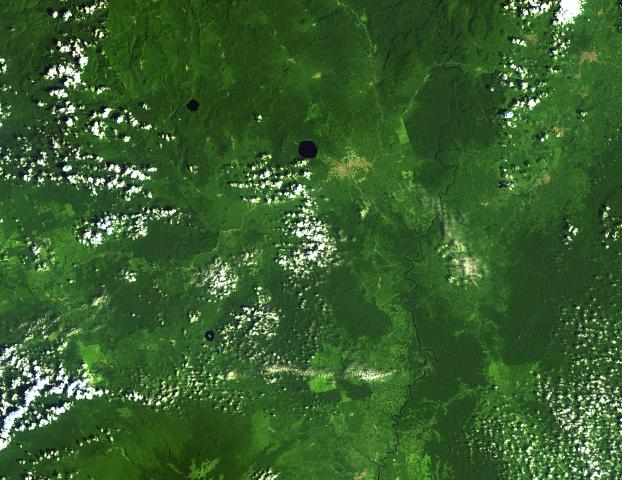

迪索尼湖（法語：Lac Dissoni），是喀麥隆的湖泊，位於該國西南部，由西南區負責管轄，長1.25公里，面積1.33平方公里，海拔高度約450米，平均水深53米，最大水深81米。